# Bellou-le-Trichard

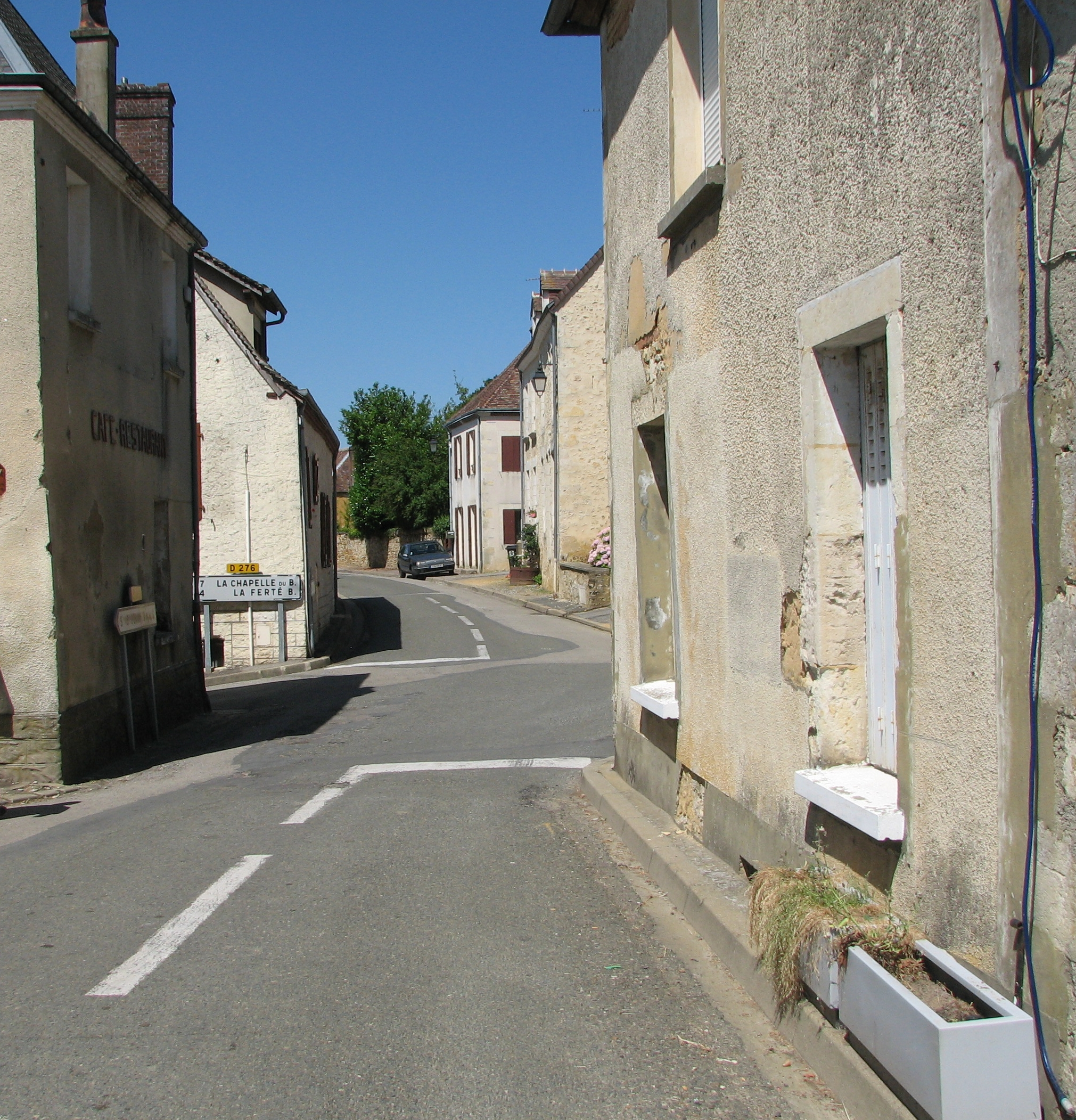
Bellou-le-Trichard (2010)

Bellou-le-Trichard  ist eine französische Gemeinde mit 196 Einwohnern (Stand: 1. Januar 2022) im Département Orne in der Region Normandie. Sie gehört zum Arrondissement Mortagne-au-Perche und zum Kanton Ceton. 
Nachbargemeinden sind Igé im Nordwesten, La Chapelle-Souëf im Nordosten, Saint-Germain-de-la-Coudre im Osten, La Chapelle-du-Bois im Süden, Nogent-le-Bernard im Südwesten und Pouvrai im Westen.

## Bevölkerungsentwicklung
| Jahr      | 1962 | 1968 | 1975 | 1982 | 1990 | 1999 | 2008 | 2015 |
| --------- | ---- | ---- | ---- | ---- | ---- | ---- | ---- | ---- |
| Einwohner | 297  | 274  | 221  | 190  | 180  | 202  | 240  | 222  |